# Drienčany
Drienčany es un municipio del distrito de Rimavská Sobota en la región de Banská Bystrica, Eslovaquia, con una población estimada a final del año 2024 de 193 habitantes.
Se encuentra ubicado al este de la región, en la cuenca hidrográfica del río Sajó —un afluente derecho del río Tisza— y cerca de la frontera con la región de Košice y con Hungría.

## Demografía
| Año        | 1994 | 2004    | 2014    | 2024     |
| ---------- | ---- | ------- | ------- | -------- |
| Población  | 272  | 246     | 241     | 193      |
| Diferencia |      | −9,55 % | −2,03 % | −19,91 % |

| Año        | 2023 | 2024    |
| ---------- | ---- | ------- |
| Población  | 195  | 193     |
| Diferencia |      | −1,02 % |